# Amblyraja doellojuradoi
Amblyraja doellojuradoi és una espècie de peix de la família dels raids i de l'ordre dels raïformes.

## Reproducció
És ovípar i les femelles ponen càpsules d'ous, les quals presenten com unes banyes a la closca.

## Hàbitat
És un peix marí, de clima subtropical i demersal que viu entre 92–128 m de fondària.

## Distribució geogràfica
Es troba a l'oceà Atlàntic sud-occidental (l'Argentina i l'Uruguai) i el Pacífic sud-oriental (Xile).

## Observacions
És inofensiu per als humans.